# Hylaeus bequaertianus
Hylaeus bequaertianus là một loài Hymenoptera trong họ Colletidae. Loài này được Bridwell mô tả khoa học năm 1919.